# アーベル多様体
数学において、特に代数幾何学や複素解析や数論では、アーベル多様体(アーベルたようたい、abelian variety)は、射影代数多様体であり、また正則函数(regular function)により定義することのできる群法則を持つ代数群でもある代数多様体を言う。アーベル多様体は、代数幾何の最も研究されている対象であり、同時に代数幾何学や数論やそれ以外の他の分野の研究の不可欠な道具である。
アーベル多様体は、任意の体に係数を持つ方程式により定義することができる。従って、多様体はその体の上で定義されると言う。歴史的には、最初研究されたアーベル多様体は複素数体上で定義された多様体であった。そのようなアーベル多様体はまさに複素射影空間へ埋め込むことができ複素トーラスであることが判明している。代数体上に定義されたアーベル多様体は、特別であり、数論の観点から重要である。環の局所化のテクニックは、数体上に定義されたアーベル多様体から有限体上や様々な局所体上に定義されたアーベル多様体を自然に導く。
アーベル多様体は代数多様体のヤコビ多様体（ピカール多様体のゼロ点の連結成分として）自然に現れてくる。アーベル多様体の群法則は必然的に可換となり、多様体は非特異となる。楕円曲線は1次元のアーベル多様体である。アーベル多様体は小平次元が0である。

## 歴史と動機
19世紀の初頭、楕円函数の理論は楕円積分の理論に基礎を築くことに成功し、研究の方向性を明らかに指し示した。楕円積分の標準な形は、3次多項式や4次多項式の平方根を意味する。これらを高次の多項式へ置き換えたときに、いわば5次多項式に置き換えたときに、何が起きうるであろうか？
ニールス・アーベル(Niels Abel)とカール・グスタフ・ヤコブ・ヤコビ(Carl Gustav Jakob Jacobi)の仕事の中で、答えは定式化され、これは 2変数複素函数を意味し、4つ独立した 周期 （つまり、周期ベクトル）を持つ。これが、次元 2 のアーベル多様体（アーベル曲面）の最初の見方を与える（これを種数 2の超楕円曲線のヤコビ多様体と呼ぶ）。
アーベルとヤコビの後、アーベル函数の理論に寄与した最も重要なことをしたのは、ベルンハルト・リーマン(Bernhard Riemann)、カール・ワイエルシュトラス(Karl Weierstrass)、フェルディナント・ゲオルク・フロベニウス(Ferdinand Georg Frobenius)、アンリ・ポアンカレ(Henri Poincaré)、エミール・ピカール(Charles Émile Picard)である。問題となったことは当時非常に人気があり、既に多くの文献があった。
19世紀の末には、数学者たちはアーベル函数の研究に幾何学的方法を使い始めた。最終的には、1920年代にソロモン・レフシェッツ(Solomon Lefschetz)は複素トーラスのことばでアーベル函数の研究の基礎を築いた。彼はまた、「アーベル多様体」という名称を初めて使い始めた。1940年代に代数幾何学の言葉で現代的な基礎をこの主題に与えたのはアンドレ・ヴェイユ(André Weil)であった。
今日、アーベル多様体は数論や、力学系（さらにハミルトン系の研究では特に）、代数幾何学（特にピカール多様体やアルバネーゼ多様体）では、非常に重要なツールになっている。

## 解析的理論

### 定義
次元が g の複素トーラスは、複素多様体の構造を持つ実次元が 2g のトーラスであり、常にランク 2g の格子による g-次元複素ベクトル空間の商空間として得ることができる。次元 g の複素アーベル多様体は、複素数体上の射影代数多様体でもある次元 g の複素トーラスとなるので、群の構造を持つ。アーベル多様体の射とは、基礎となっているアーベル多様体の群構造の単位元を保つ写像（射）のことをいう。この対応を 同種(isogeny)といい、有限個対 1 の対応である。
複素トーラスが代数多様体の構造を持つと、構造が必然的に一意となる。g = 1 の場合には、アーベル多様体は楕円曲線と同じであり、任意の複素トーラス（のアーベル多様体）はそのような曲線（楕円曲線）となる。g > 1 に対しては、リーマンにより、代数多様体となる条件が複素トーラスに対して条件を余分に課すことが知られている。

### リーマンの条件
リーマンによる次の判定法は、与えられた複素トーラスが代数多様体であるか否か、すなわち射影空間へ埋め込むことができるか否か、を決定する。X を X = V/L として与えられる g-次元トーラスとしよう。ここで V は次元 g の複素ベクトル空間とし、L は V の格子である。このとき X がアーベル多様体であることと、V 上の正定値二次形式のエルミート形式で、その虚部が L×L 上で整数となるエルミート形式が存在することとが同値である。そのような X 上の（二次）形式は、通常、非退化リーマン形式と呼ばれる。V と L の基底を選ぶと、この条件はさらに明確とすることができる。これと同値ないくつかの条件があり、これらはすべてリーマンの条件として知られている。

### 代数曲線のヤコビ多様体
種数 g ≥ 1 のすべての代数曲線 C は、次元 g のアーベル多様体 J が存在して、C から J への解析的写像によって関係付けることができる。トーラスの場合、J が可換な群構造を持ち、C の像は J を生成し群をなす。また、J の任意の点は C の g 個の点からなる組により作られる Cg により被覆される。C 上の微分形式の研究は、同時に始まったアーベル積分の研究を促し、より単純な見方に変えても変わることのない J 上の微分形式の理論から導くことができる。アーベル多様体 J を複素数体上の任意の非特異曲線 C の ヤコビ多様体という。双有理幾何学の観点からは、函数体は、Cg の函数体の上に作用する g 個の点についての対称群の固定的な体である。

### アーベル函数
アーベル函数(abelian function)はアーベル多様体上の有理型函数であり、独立な 2n 個の周期を持ち、従って n 個の複素変数の周期函数とみなすことができる。同じことだが、アーベル多様体の函数体上の函数である。例えば、19世紀には楕円積分のことばで表現される超楕円積分(hyperelliptic integral)へ大きな興味が集まった。このことは、J が同種の中の違いを除いて楕円曲線の積となるかと問うことに帰結する。

## 代数的定義
一般の体 k の上のアーベル多様体の同値な2つの定義は、共通に使われる。
- k 上の連結な完備な代数群
- k 上の連結な射影的な代数群

基礎体が複素数体のとき、これらの考えは前述の定義に一致する。すべての基礎体上で楕円曲線は次元 1 のアーベル多様体である。
1940年代にヴェイユは（任意の基礎体の上で）最初の定義である k は完備であることを使ったが、第二番目の定義である k が射影的であることを証明することができなかった。しかし、1948年に彼は完備代数群は射影空間へ埋め込むことが可能であることを証明した。一方、彼は1940年に言明していたのであるが、有限体上の代数曲線のリーマン予想の証明をするために、彼は抽象代数多様体(abstract variety)の考え方を導入し、射影埋め込みなしで多様体を扱う代数幾何学の基礎を書き換えた。（Algebraic Geometryの歴史のセクションも参照）

## 点の群構造
定義より、アーベル多様体は群多様体であり、点の群は可換であることを証明することができる。
よって、C に対しては、レフシェッツの原理によって、標数がゼロのすべての代数的閉体上の次元 g のアーベル多様体の捩れ群は、(Q/Z)2g と同型となる。従って、アーベル多様体の n-トーション部分は (Z/nZ)2g、すなわち、位数が n の巡回群の 2g 個の積に同型となる。
基礎体が標数 p 代数的閉体のときには、n と p が互いに素とすると、n-トーションは (Z/nZ)2g に同型である。n と p 互いに素でないときは、n-トーションがランク 2g の有限で平坦な群スキームを定義することと同じと解釈することが可能である。n-トーションの上の全スキーム構造を見ることに代わりに、幾何学的な点のみを考えると、標数 p の（いわゆる n = p のときの p-ランク）多様体の新しい不変量を得る。
大域体 k の k-有理点は、モーデル・ヴェイユの定理により有限生成である。よって、有限生成アーベル群の構造定理により、自由アーベル群 Zr と、に対しアーベル多様体の ランク(rank)と呼ばれるある非負な整数 r が存在して r 個の有限な可換群との積となる。同様な結果が k の他のクラスに対しても成立する。

## 積
同じ体の上の次元 m のアーベル多様体 A と次数 n のアーベル多様体 B の積は、次元 m+n のアーベル多様体である。より低い次元のアーベル多様体の積とはならないアーベル多様体に同種なアーベル多様体を単純(simple)であるという。すべてのアーベル多様体は単純アーベル多様体の積に同種である。

## 偏極と双対アーベル多様体

### 双対アーベル多様体
体 k 上のアーベル多様体 A へ（同じ体の上の）双対アーベル多様体 Av を対応させることができる。双対アーベル多様体は次のモジュライ問題の解を与える。k-多様体 T によりパラメトライズされた次数 0 の直線束の族は、A×T 上の直線束を L として、次の性質を持つように定義される。
1. すべての T 上の t に対し、L の A×{t} への制限は次数 0 の直線束である。
2. L の {0}×T への制限は自明な直線束（ここに 0 は A の同一視とする）である。

すると、多様体 Av と次数 0 の直線束 P の族に対し、T 上の族 L が射 1A×f: A×T → A×Av に沿った P の引き戻し(pullback)に L が同型となるような一意的な射 f: T → Av に付随しているようパラメトライズされたポアンカレバンドルとなる。これを T が一点の時に適用すると、Av の点が A 上の次数 0 の直線束に対応することが分かる。従って、直線束のテンソル積により与えられる Av 上の自然な群の作用が存在して、それをアーベル多様体にする。
この関連は次の意味において双対である。二重双対 Avv と A（ポアンカレバンドルを通して定義された）の間に自然な同型が存在するということと、この同型が反変函手的、つまり、同型がすべての射 f: A → B と双対射 fv: Bv → Av を整合性を持って関連付けているという意味においてである。アーベル多様体の n-トーションとその双対の n-トーションは、基底となる体の標数が素のときには、互いにポアンカレ双対である。一般に、- すべての n に対し - 双対アーベル多様体の n-トーション群スキームは、互いにカルティエ双対(Cartier dual)である。これは楕円曲線のヴェイユペアリング(Weil pairing)を一般化したものである。

### 偏極
アーベル多様体の 偏極(polarisation)とは、アーベル多様体からその双対への 同種 であって次の性質を持つものを言う。アーベル多様体の 二重双対 について対称であり、付随するグラフ射(graph morphism)に沿ったポアンカレバンドルの引き戻しが豊富であること（このことは正定値二次形式の類似である）という性質を持つことである。偏極アーベル多様体は有限個の自己同型群を持つ。主偏極(principal polarisation)は同型の偏極を言う。曲線の任意の有理基底を取り、曲線を種数が 1 より大きな時に偏極ヤコビ多様体から再び構成できるので、曲線のヤコビ多様体は自然に主偏極を持っている。すべての主偏極アーベル多様体ではないが曲線のヤコビ多様体となる。ショットキー問題(Schottky problem)を参照のこと。偏極は、A の自己準同型環 {\displaystyle \mathrm {End} (A)\otimes \mathbb {Q} } の上にロサティ対合(Rosati involution)を引き起こす。

### 複素数体上での偏極
複素数体上での 偏極アーベル多様体(polarised abelian variety)はアーベル多様体 A とともに、リーマン形式 H 選んで考えることを言う。2つのリーマン形式 H1 と H2 が同値とは、ある正の整数 n と m が存在して、nH1=mH2 となるときを言う。A の上のリーマン形式の同値類の選択を A の 偏極(polarisation)と言う。偏極アーベル多様体の射(morphism)とは、アーベル多様体の射 A → B であり、B から A へのリーマン形式の引き戻しが A 上の与えられたものと同値の場合を言う。

## アーベルスキーム
スキーム理論的で相対的基底(relative to a base)観点からもアーベル多様体の定義を定義することができ、アーベル多様体の mod p 簡約（リダクション）のような現象（アーベル多様体の数論を参照のこと）やアーベル多様体のパラメータ族の統一的な扱いができる。相対次元 g の基礎となるスキーム S の上の アーベルスキーム(abelian scheme)は、S 上の固有(proper)で滑らかな(smooth)群スキーム(group scheme)で、その幾何学的ファイバーは連結で次元 g である。アーベルスキームのファイバーはアーベル多様体であるから、S によりパラメトライイズされた族として S 上のアーベルスキームを考えることができる。

## 準アーベル多様体
準アーベル多様体(semiabelian variety)とは、代数的トーラスによりアーベル多様体の拡張である可換群多様体を言う。